# Cerro Aracamuni
Le Cerro Aracamuni est un sommet de l'État d'Amazonas au Venezuela.